# Michalis Papajanakis
Michalis Papajanakis, gr. Μιχάλης Παπαγιαννάκης (ur. 19 sierpnia 1941 w Kalamacie, zm. 26 maja 2009) – grecki polityk, wykładowca akademicki, poseł do Parlamentu Europejskiego III, IV i V kadencji.

## Życiorys
Studiował prawo, ekonomię i nauki polityczne na uczelniach w Atenach i Montpelier. Od 1967 pracował na Uniwersytecie Paryskim, od 1970 był zatrudniony w instytucie rolniczym w Montpelier. Wykładał także w Grecji, współpracował z krajowymi pismami ekonomicznymi.
Od początku lat 60. zaangażowany w działalność skrajnie lewicowej opozycji. W 1989, 1994 i 1999 z ramienia radykalnie lewicowego ugrupowania Sinaspismos był wybierany do Parlamentu Europejskiego. Zasiadał m.in. w grupie Zjednoczonej Lewicy Europejskiej i Nordyckiej Zielonej Lewicy, był wiceprzewodniczącym Komisji ds. Socjalnych, Zatrudnienia i środowiska Pracy oraz Komisji ds. Rybołówstwa.
W wyborach krajowych w 2007 jako kandydat koalicji Syriza uzyskał mandat posła do Parlamentu Hellenów. Zmarł w trakcie kadencji.